# Toghrul Asgarov
Toghrul Asgarov (azerbajdzjanska: Toğrul Əsgərov), född 17 september 1992 i Ganja, Azerbajdzjan, är en azerbajdzjansk brottare som tog OS-guld i fjäderviktsbrottning vid de olympiska brottningstävlingarna 2012 i London och en silvermedalj vid de olympiska brottningstävlingarna 2016 i Rio de Janeiro.